# Chūetsu
La région de Chūetsu (en japonais Chūetsu-chihō) est une région correspondant à la partie centrale de la préfecture de Niigata. Le mot Chūetsu est l'abréviation de Chūetchigo qui désignait autrefois la même région en tant que partie centrale de l'ancienne province d'Echigo.
Les conditions naturelles y sont difficiles, avec de grandes quantités de neiges, et des glissements de terrain. 

Dans les satoyama, les piémonts des montagnes,, on y cultive notamment le riz, en particulier la variété koshihikari, dans des rizières en terrasses (tanada,), comme celle d'Hoshitoge, dénommée « Mizu-kagami » (« le miroir d'eau »). Les villageois s'y entraident, comme pour le déblaiement de la neige, ce qui est une conditions pour la survie. On y élève également les carpes koï. 

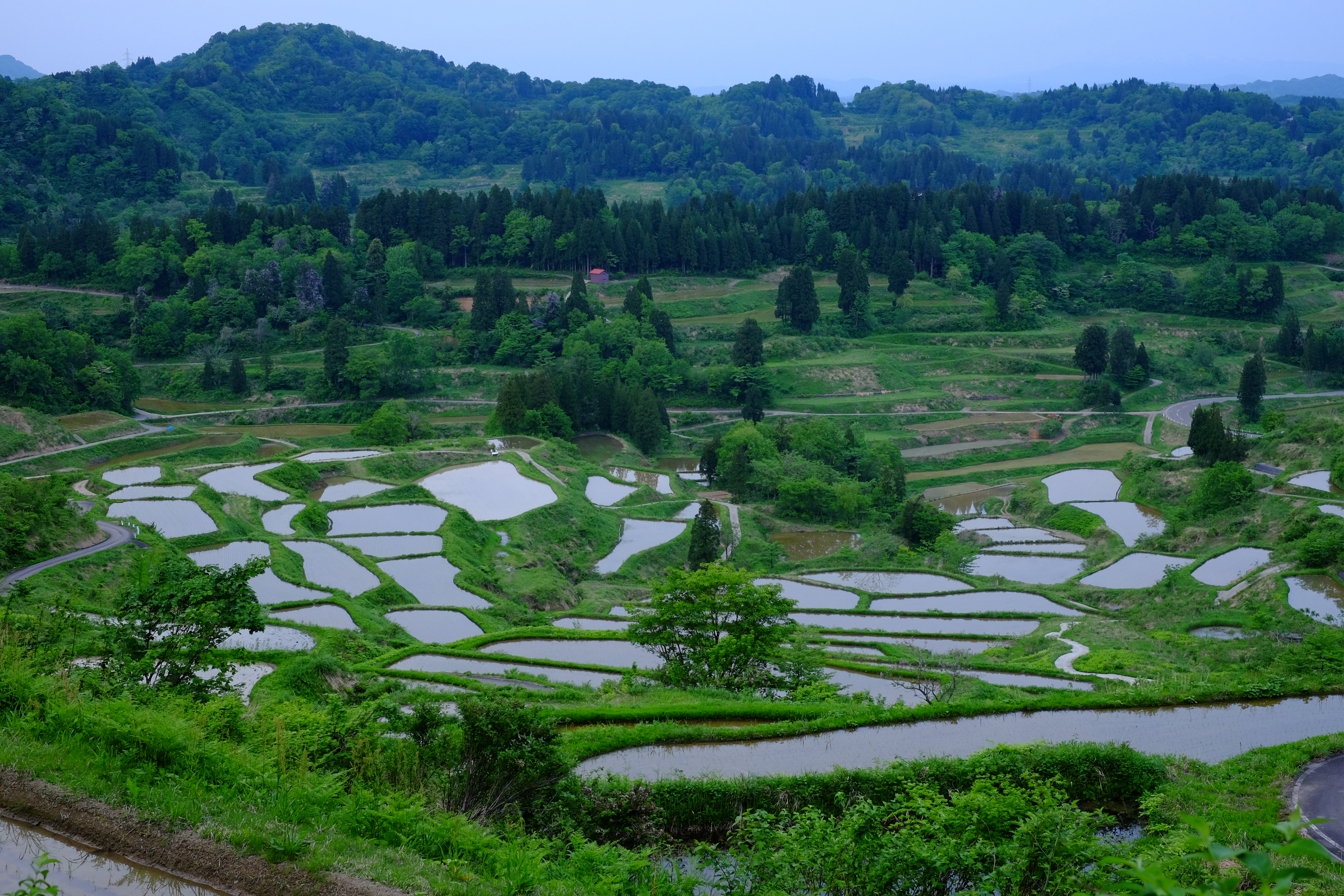
Les tanada (rizières en terrasses) d'Hoshitoge en eau formant le Mizu-kagami, miroir d'eau.
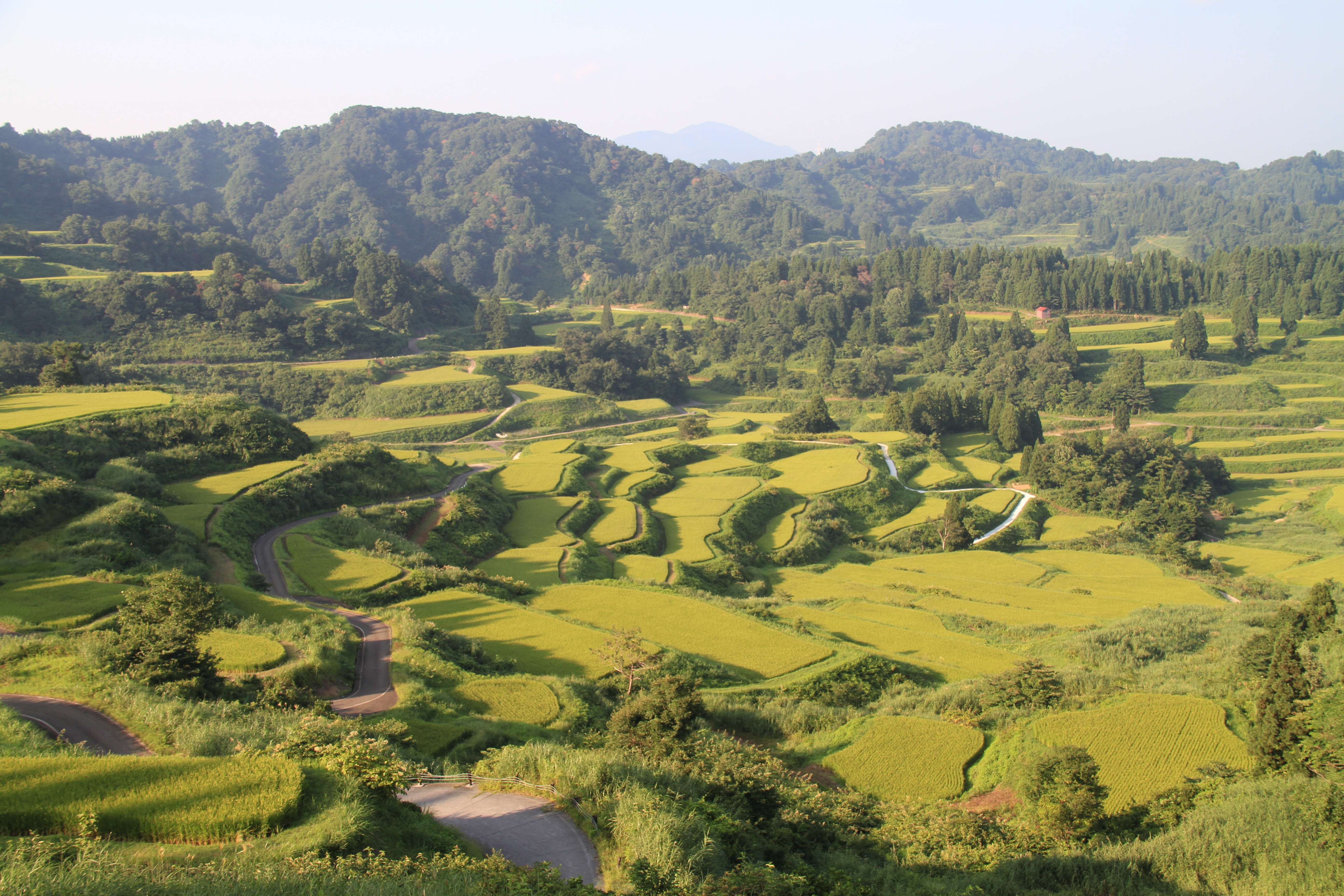
Les tanada d'Hoshitoge, avec le riz

On y trouve les villes de Izumozaki, Kashiwazaki, Minami-uonuma, Nagaoka, Sanjo, Tōkamachi, Uonuma, Yuzawa.  
S'y trouve également les montagnes de Naeba, Hakkaisan, Echigo-Komagatake, Makihatayama, Yoneyama, Sumondake, Yahiko, et les rivières Shinano, Uono, Shibukai y coulent. On y rencontre des sources chaudes (onsen) comme celles de Matsunoyama. 